# Winnie i Pooh

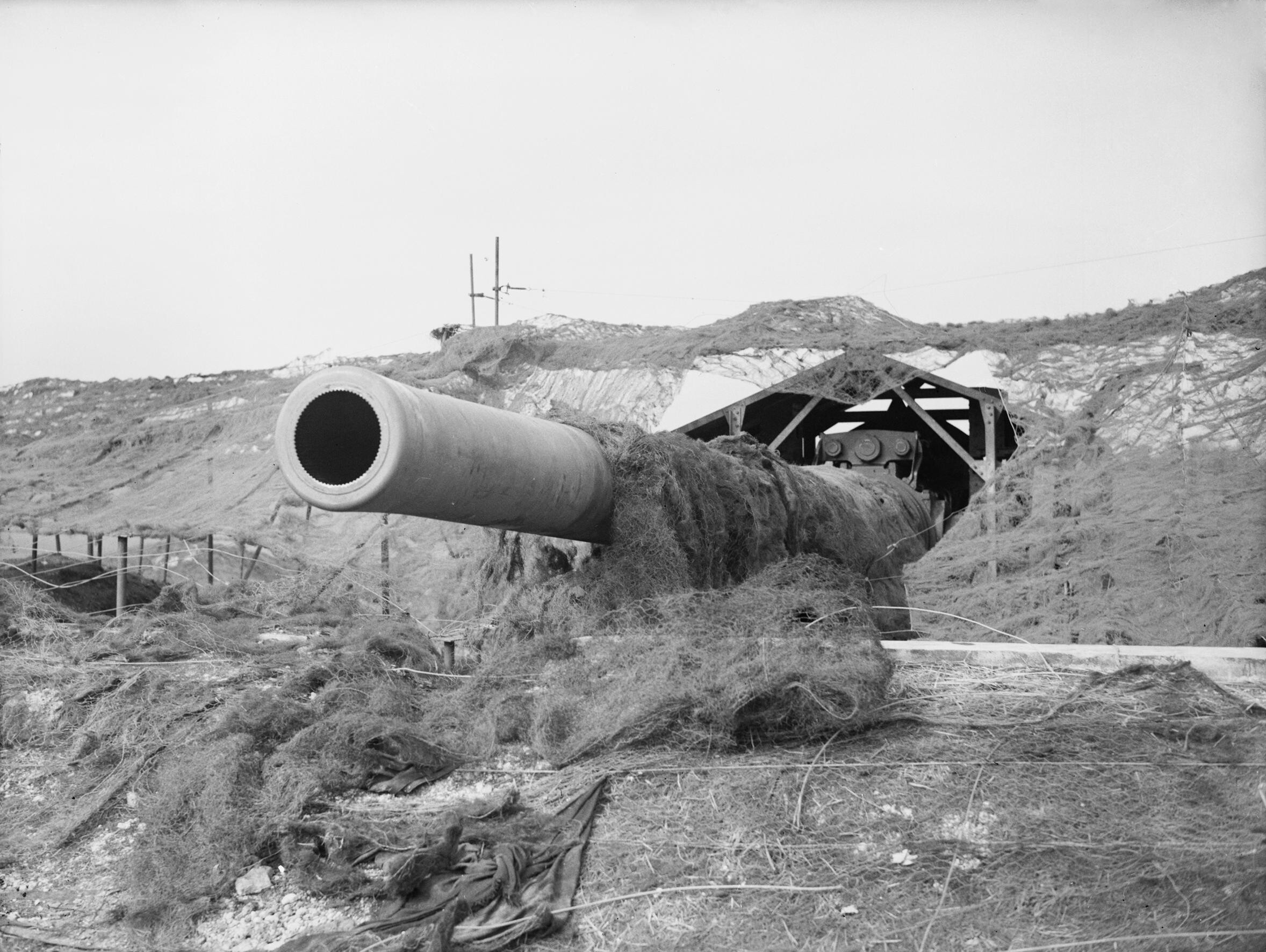
„Winnie” w marcu 1941

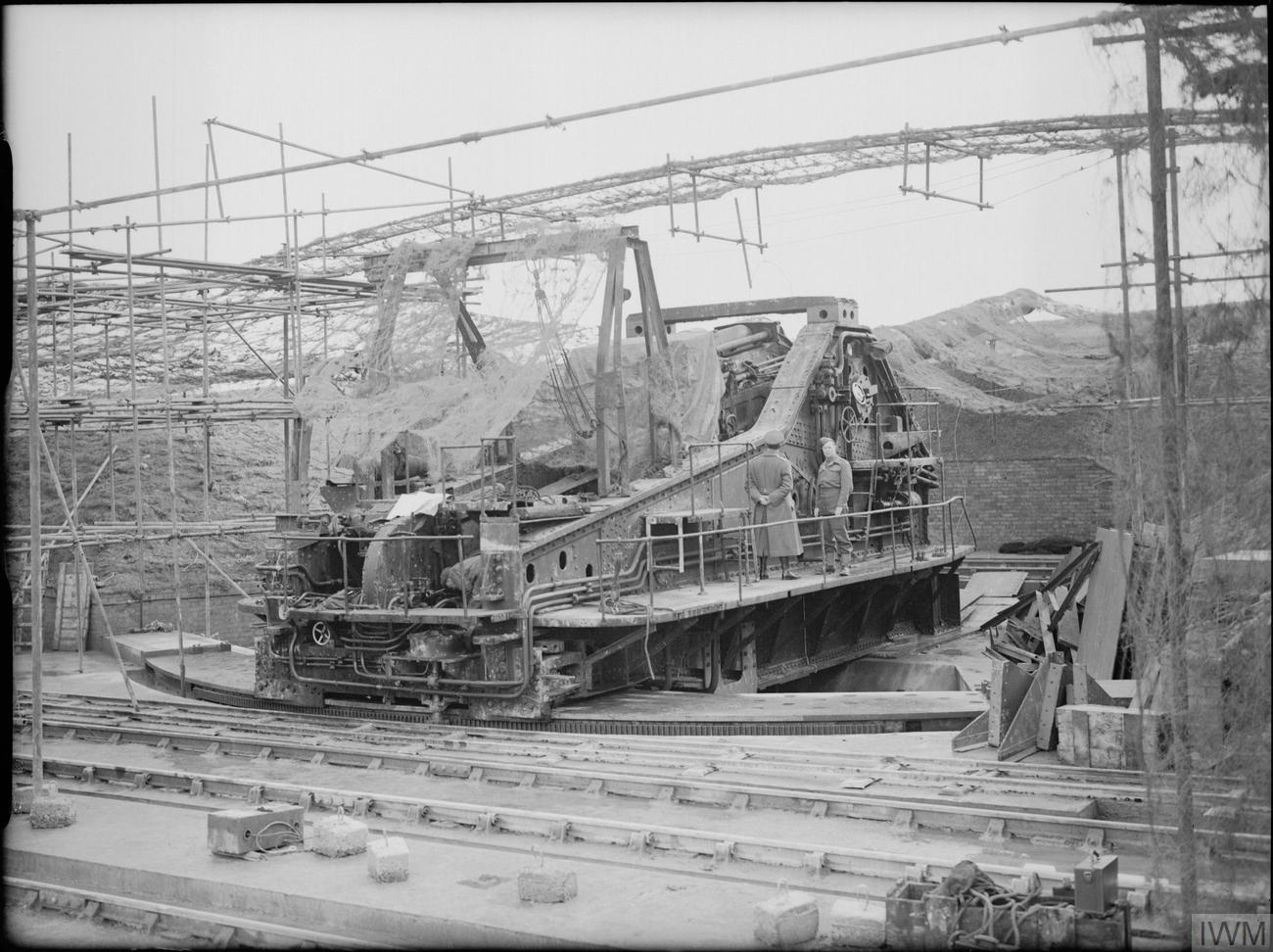
„Pooh” w marcu 1941

Winnie i Pooh (ang. Winnie and Pooh) – bateria dwóch brytyjskich 14-calowych (356,6 mm) dział okrętowych z okresu II wojny światowej. Znajdująca się nieopodal Dover bateria używana była do prowadzenia ognia przeciwartyleryjskiego poprzez kanał La Manche.

## Historia
Bateria powstała w 1940 na osobiste życzenie premiera Wielkiej Brytanii Winstona Churchilla. W czerwcu tego roku ówczesny Trzeci Lord Admiralicji Sir Bruce Fraser przeprowadził rozmowy z przedstawicielami koncernu Vickers-Armstrong na temat użycia istniejących już armat morskich do konstrukcji tego typu baterii. W rozmowach zaproponowano użycie dwóch zapasowych armat 14-calowych z pancerników typu King George V.
Bateria została zbudowana niedaleko wsi St Margaret-at-Cliffe. Użycie ciężkich armat morskich w roli statycznej było stosunkowo proste, barbety potrzebowały tylko niewielkich modyfikacji do użycia ich na betonowym fundamencie. Budowa baterii wymagała podciągnięcia nowej linii kolejowej, która potrzebna była do podprowadzenia największego w Wielkiej Brytanii dźwigu kolejowego do zainstalowania luf. Bateria była obsługiwana przez personel Royal Marines.
Prace nad instalacją pierwszej armaty zakończono 3 sierpnia 1940. W tym dniu na wizytację baterii przybył Winston Churchill, na którego cześć artylerzyści nazwali pierwszą armatę „Winnie”. Po raz pierwszy z armaty wystrzelono 22 sierpnia. Druga armata została zainstalowana w styczniu 1941 i otrzymała imię „Pooh”.
W czasie wojny obie armaty używane były zazwyczaj do prowadzenia ognia przeciwartyleryjskiego, skierowanego na liczne niemieckie stanowiska bojowe i pociągi pancerne, strzelające z Francji w kierunku Wielkiej Brytanii. Ostatnia akcja bojowa miała miejsce we wrześniu 1944. „Winnie” i „Pooh” wystrzeliły wówczas łącznie 189 pocisków w kierunku tzw. Batterie Todt (cztery armaty 380 mm) znajdującej się na Cap Gris-Nez.
Po zakończeniu wojny bateria została zlikwidowana, pozostało z niej tylko kilka małych budynków używanych jako owczarnie.

## Dane taktyczno-techniczne
Ordnance, BL, 14 in Mk VII
- Waga armaty z zamkiem: 80 864 kg
- Długość całkowita: 16,53 m
- Długość lufy: 16,2 m (L/45)
- Kąt podniesienia lufy: 0° do +55°
- Prędkość wylotowa pocisku: 746 m/s
- Donośność maksymalna: 43,2 km